# Rê giáng trưởng
Rê giáng trưởng là một cung trưởng không mấy thông dụng với hóa biểu 5 dấu giáng. Thứ tự các nốt lần lượt là: Rê giáng, Fa, Sol giáng, La giáng, Si giáng và Đô.
Gam của Rê của giáng trưởng gồm có
Cung thể song song của nó là Si giáng thứ. Cung thể thứ là Rê giáng thứ, thường được thay thế bằng Đô thăng thứ, vì Rê giáng thứ có nốt si giáng kép trong hoá biểu khiến cho cung thể không phổ biến khi sử dụng. Trong khi ngược lại, Đô thăng trưởng thì lại có tới 7 dấu thăng, cũng gặp vấn đề kém phổ biển tương tự. Do đó, cung Rê giáng trưởng được sử dụng làm âm trưởng song song cho âm trưởng Đô thăng trưởng. (Tình trạng trùng âm cũng xảy ra như của âm cung La giáng thứ và Sol thăng thứ).
Ví dụ, trong Khúc dạo đầu số 15 cho flute cung Rê giáng trưởng ("Raindrop"), Frédéric Chopin chuyển từ Rê giáng trưởng sang Đô thăng thứ cho đoạn giữa ở âm thứ song song, trong khi ở Fantaisie-ngẫu hứng và Scherzo Số 3 của ông chủ yếu ở âm Đô thăng thứ, ông đã chuyển sang âm Rê giáng trưởng cho phần giữa vì lý do ngược lại. Tương tự như vậy, bản concerto thứ ba của Ferdinand Ries cũng chuyển sang âm Rê giáng trưởng trong một thời gian cho sự trở lại của chủ đề thứ hai trong chương đầu tiên. Claude Debussy cũng chuyển từ Rê giáng trưởng sang Đô thăng thứ trong phần quan trọng trong "Clair de lune" nổi tiếng của ông. Tương tự như vậy, Giao hưởng Thế giới Mới của Antonín Dvořák cũng chuyển sang cung Đô thăng thứ trong một khoảng thời gian cho phần quan trọng trong chương nhạc chậm.
Rê giáng trưởng chính là trùng âm tương đương với Đô thăng thứ. Trong âm nhạc dành cho đàn hạc, Rê giáng trưởng sẽ được ưu tiên hơn, không chỉ vì dây đàn hạc vang hơn ở vị trí bằng phẳng và phím có ít sự cố bất ngờ hơn, mà còn vì việc điều chỉnh phím chính dễ dàng hơn (bằng cách đặt bàn đạp phím Sol vào vị trí tự nhiên, trong khi không có vị trí Fa thăng kép để đặt bàn đạp Fa cho âm trưởng Sol).

## Các sáng tác trong Rê giáng trưởng
Hector Berlioz gọi cung thể này là "hùng vĩ" trong bản nhạc Treatise on Instrumentation năm 1856 của mình, trong khi có ý kiến khác nhiều về cung thể trùng âm tương đương của nó. Mặc dù vậy, khi tham gia phổ khúc bản nhạc piano Lời mời đến vũ hội của Carl Maria von Weber vào năm 1841, ông đã chuyển bản nhạc từ Rê giáng trưởng sang Rê trưởng, để cung cấp cho dàn nhạc dây một cung thể dễ chơi hơn và tạo ra âm thanh sáng hơn.
Charles-Marie Widor coi Rê giáng trưởng là một cung thể tốt nhất cho các nhạc cụ sáo.
Mặc dù cung thể này tương đối ít được khám phá trong thời kỳ Baroque và Cổ điển và không thường được sử dụng làm cung thể chính cho các tác phẩm của dàn nhạc của thế kỷ 18, nhưng Franz Schubert đã sử dụng nó khá thường xuyên trong các bộ écossaise, valses,... của mình, cũng như sử dụng và thậm chí thường xuyên hơn các dấu giáng trong các bản sonata, những đoạn ngẫu hứng và những thứ tương tự của ông. Ludwig van Beethoven cũng sử dụng cung thể này rất nhiều trong bản hòa tấu piano thứ hai của mình. Rê giáng trưởng cũng được sử dụng làm cung thể chính cho những chương nhạc chậm rãi trong Piano Sonata Hob XVI: 46 của Joseph Haydn trong La giáng thứ, và Appassionata Sonata của Beethoven.
Một phần Maple Leaf Rag của Scott Joplin cũng được viết bằng Rê giáng trưởng.
Các nốt giáng trong Rê giáng trưởng tương ứng với các phím đen của đàn piano, và có nhiều bản nhạc piano quan trọng được viết bằng phím này. Bản hòa tấu piano số 1 của Pyotr Ilyich Tchaikovsky được viết ở cung Si giáng thứ, nhưng chủ đề mở đầu nổi tiếng của bạn nhạc lại ở cung Rê giáng trưởng. Tchaikovsky đã sáng tác chương nhạc thứ hai của nhạc phẩm này cũng bằng Rê giáng trưởng. Sergei Rachmaninoff đã sáng tác Rhapsody on a Theme of Paganini trong cung thể này, có lẽ nhấn mạnh quan điểm chung cho rằng nếu một bản nhạc có Rê giáng trưởng sẽ là một bản nhạc có hương vị lãng mạn nhất trong các gam trưởng; và người bạn của ông Nikolai Medtner cũng chọn Rê giáng trưởng cho "giai điệu lớn" đầy lãng mạn gợi cảm trong chương cuối cùng của bản hòa tấu piano số 3 ("Ballade"). Claude Debussy cũng đã sáng tác bản "Clair de lune" nổi tiếng trong cung thể này, với một phần đáng kể ở giọng Đô thăng thứ. Edvard Grieg sáng tác chương thứ hai trong bản Concerto cho piano của mình bằng Rê giáng trưởng. Nocturne Rê giáng trưởng, Op. 27 và Berceuse, Op. 57 Frédéric Chopin cũng sử dụng Rê giáng trưởng. Franz Liszt đã sáng tác rất nhiều tác phẩm ở cung thể này, với tác phẩm dễ nhận biết nhất của ông là chương thứ ba trong bản hòa tấu cho piano của ông là Trois études de concert, được đặt tên là "Un sospiro". Liszt đã tận dụng thiết kế phím của đàn piano và sử dụng nó để tạo ra một giai điệu phức hợp bằng cách sử dụng xen kẽ và uyển chuyển bàn tay.
Trong âm nhạc giao hưởng, các bản nhạc có cung Rê giáng hưởng ít hơn. Gustav Mahler đã kết thúc Bản giao hưởng số 9 hoàn chỉnh cuối cùng của mình với một bản adagio ở Rê giáng trưởng, chứ không phải là Rê trưởng như chương đầu tiên. Anton Bruckner đã viết chương thứ ba trong bản giao hưởng số 8 của mình ở cung Rê giáng trưởng, trong khi mọi chương khác đều ở cung Đô trưởng. Antonín Dvořák đã viết chương thứ hai trong bản Giao hưởng số 9 của mình ở cung Rê giáng trưởng, trong khi mọi chương khác ở cung Mi thứ. Bản hòa tấu piano đầu tiên của Sergei Prokofiev cũng được viết bằng âm Rê giáng trưởng, với một chương nhạc chậm và ngắn ở âm Sol thăng thứ. Aram Khachaturian đã viết Bản hòa tấu piano của mình, Op. 38, cung Rê giáng trưởng. Việc viết hợp xướng cung Rê giáng trưởng không thường xuyên được khám phá, những ví dụ đáng chú ý và nổi bật là Requiem của Robert Schumann, Op. 148, Cantique de Jean Racine của Gabriel Fauré và "Nunc Dimittis" của Sergei Rachmaninoff trong All-Night Vigil, Op. 37. Tứ tấu dây Số 3, Op. 96 Vincent d'Indy, được viết trong cung Rê giáng trưởng.